# Arcidiocesi di Malta

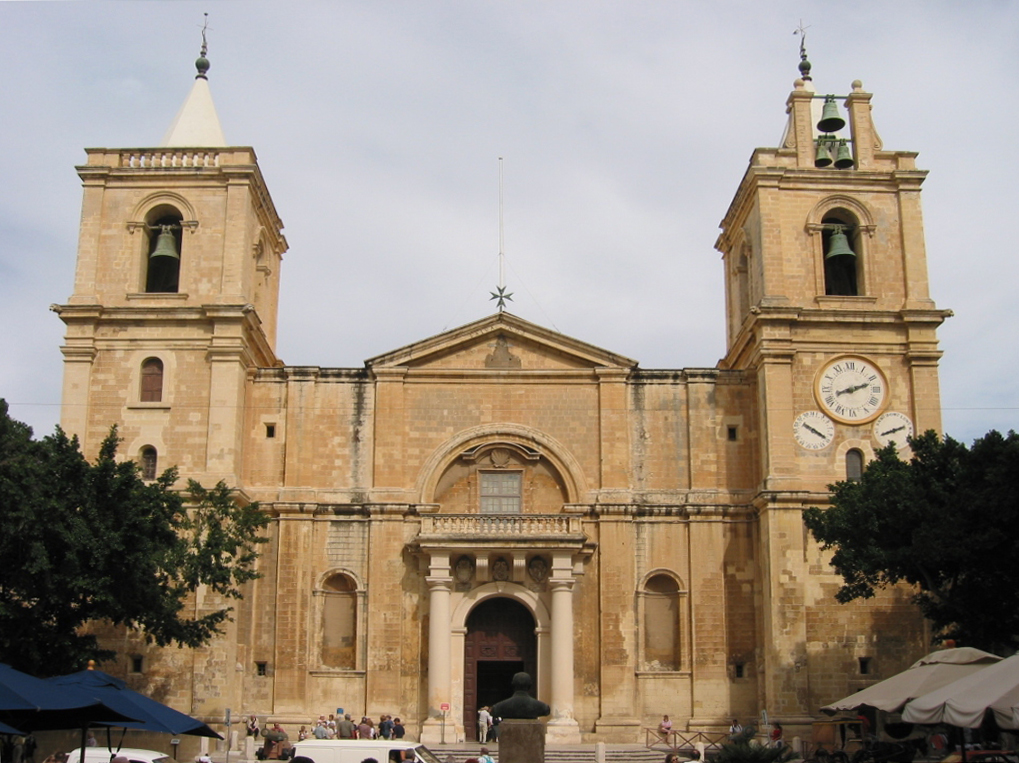
La concattedrale di San Giovanni Battista a La Valletta

L'arcidiocesi di Malta (in latino Archidioecesis Melitensis o Melevitana) è una sede metropolitana della Chiesa cattolica a Malta. Nel 2023 contava 382.900 battezzati su 454.600 abitanti. È retta dall'arcivescovo Charles Scicluna.

## Territorio
L'arcidiocesi comprende l'isola di Malta, una delle tre che compongono l’arcipelago (le altre sono Gozo e Comino, entrambe sotto la giurisdizione della diocesi di Gozo).
Sede arcivescovile è la città di Medina, dove si trova la cattedrale di San Paolo (Katidral Metropolitan ta' San Pawl). A La Valletta sorge la concattedrale di San Giovanni Battista (Kon-Katidral ta' San Ġwann), che era originalmente la chiesa conventuale dell'ordine dei cavalieri ospitalieri di San Giovanni e diventò concattedrale nel 1820 quando il vescovo di Malta, che risiedeva a Medina, ebbe l'autorizzazione di utilizzarla come sede alternativa.
Nell'arcidiocesi si contano sei basiliche minori: la basilica di San Domenico e la basilica di Nostra Signora del Carmelo a La Valletta, la basilica di Sant'Elena a Birchircara, la basilica di Cristo Re a Paola, la basilica dell'Assunzione di Nostra Signora a Mosta e la basilica della Natività di Maria a Senglea.
Il territorio è suddiviso in 64 parrocchie.

## Storia
La comunità cristiana di Malta fu fondata da san Paolo, che vi fece naufragio nel suo viaggio da prigioniero verso Roma, come raccontano gli Atti degli Apostoli. Secondo la tradizione, san Publio, menzionato anch'egli negli Atti degli Apostoli, fu il suo primo vescovo, e dopo aver retto la Chiesa maltese per trentun anni si trasferì nell'anno 90 alla sede di Atene, dove fu martirizzato nel 112. Sebbene sia stato redatto un elenco completo di vescovi dai giorni di san Paolo a Costantino, la sua autenticità è più che dubbia: Malta, infatti, rimase disabitata per quasi due secoli dopo la conquista araba e l'espulsione della popolazione romano-bizantina, senza alcuna possibilità di continuità.
Nella Notitia Episcopatuum redatta all'epoca dell'imperatore bizantino Leone VI e databile all'inizio del X secolo, al 13º posto tra le sedi metropolitane del patriarcato di Costantinopoli compare l'arcidiocesi di Siracusa, che aveva giurisdizione su tutte le diocesi siciliane e anche su Malta. Non sono, però, noti nomi di vescovi fino a Giovanni I, che guidò la diocesi maltese dal 1167 al 1169.
Il 3 marzo 1797 con la bolla Memores Nos di papa Pio VI ai vescovi di Malta fu concesso il titolo arcivescovile di Rodi; successivamente Rodi fu eretta in prefettura apostolica il 31 ottobre 1897 e l'arcidiocesi di Rodi venne ripristinata il 28 marzo 1928.
Nel 1817 la diocesi di Malta entrò a far parte della provincia ecclesiastica dell'arcidiocesi di Palermo, ma nel 1844 fu dichiarata immediatamente soggetta alla Santa Sede.
Il 22 settembre 1864 con la bolla Singulari Amore, l'arcidiocesi cedette una porzione del suo territorio a vantaggio dell'erezione della diocesi di Gozo.
La diocesi di Malta è stata elevata al rango di arcidiocesi metropolitana il 1º gennaio 1944 con la bolla Melitensem Ecclesiam di papa Pio XII.

## Cronotassi dei vescovi
Si omettono i periodi di sede vacante non superiori ai 2 anni o non storicamente accertati.
- San Publio † (69 - 90 trasferitosi ad Atene)
- Giuliano † (553)
- Lucillo † (592 - 599)
- Traiano † (603)
- Giovanni I † (1167 - 1169)
- Giovanni II † (1211 - 1224 - ?)
- Ruggerio di Cefalù † (1251)
- Domenico † (8 maggio 1253 - ?)
- Giacomo di Mileto ? † (27 maggio 1259 - ?)
- Marino di Sorrento † (1267)
- Johannes Normandus † (1268)
- Andrea Bancherini, O.P. † (circa 1270 - ?)
- Jacobus da Malta, O.F.M. † (1272 o circa 1284 - 1299 deceduto)
- Niccolò † (21 gennaio 1304 - ? deceduto)
- Alduino † (1330 - ? deceduto)
- Enrico da Cefalù, O.F.M. † (10 gennaio 1334 - ? deceduto)
- Niccolò Boneti † (27 novembre 1342 - ? deceduto)
- Ogerio † (27 ottobre 1343 - ? deceduto)
- Giacomo † (7 giugno 1346 - ? deceduto)
- Ilario Corrado, O.P. † (15 giugno 1356 - ? deceduto)
- Antonio, O.F.M. † (19 agosto 1370 - ? deceduto)
- Corrado † (3 settembre 1371 - ? deceduto)
- Antonio de Vulponno, O.S.B. † (15 ottobre 1375 - novembre 1392 deceduto)
- Mauro Cali † (4 luglio 1393 - 1408 nominato vescovo di Catania)
- Andrea de Pace, O.F.M. † (1408 - 1409 nominato vescovo di Catania)
- Antonio † (29 luglio 1409 - ?)
- Andrea, O.P. † (4 luglio 1414 - ?)
- Giovanni Ximenes, O.F.M. † (16 marzo 1418 - ? deceduto)
- Mauro de Albraynio † (21 agosto 1420 - ? dimesso)
- Senatore De Mello Di Noto † (13 febbraio 1432 - 9 settembre 1445 deceduto)[8]
- Giacomo Paternò † (21 dicembre 1445 - 1447 deceduto)[8]
- Antonio de Alagona † (21 giugno 1447 - ? dimesso)
- Giovanni Paternò, O.S.B. † (8 gennaio 1479 - 6 luglio 1489 nominato arcivescovo di Palermo)
  - Pietro di Foix † (6 luglio 1489 - 10 agosto 1490 deceduto) (amministratore apostolico)
- Paolo Della Cavalleria † (10 febbraio 1491 - 30 marzo 1495 nominato vescovo di Cefalù)
- Giacomo Valguarnera † (30 marzo 1495 - 5 maggio 1501 deceduto)
- Antonio Corsetto † (20 dicembre 1501 - settembre 1503 deceduto)
  - Juan de Castro † (20 marzo 1506 - 29 settembre 1506 deceduto) (amministratore apostolico)
- Bandinello Sauli † (5 ottobre 1506 - 1509 nominato vescovo di Gerace)
- Bernardino da Bologna † (5 ottobre 1506 - 23 gennaio 1512 nominato arcivescovo di Messina)
- Juan Pujades † (21 gennaio 1512 - 1512 deceduto)
- Juan de Sepúlveda † (14 luglio 1514 - 1516 dimesso)
- Bernardino Cateniano † (9 aprile 1516 - 23 maggio 1516 dimesso)
  - Raffaele Sansoni Riario della Rovere † (23 maggio 1516 - 1520 dimesso) (amministratore apostolico)
  - Bonifacio Cateniano † (28 marzo 1520 - ? deceduto) (vescovo eletto)
  - Girolamo Ghinucci † (10 settembre 1523 - 20 marzo 1538 dimesso) (amministratore apostolico)
- Tommaso Bosio, O.S.Io.Hier. † (20 marzo 1538 - 15 agosto 1539 deceduto)
- Domingo Cubels, O.S.Io.Hier. † (10 dicembre 1540 - 22 novembre 1566 deceduto)
- Martín Rojas de Portalrubio, O.S.Io.Hier. † (5 novembre 1572 - 19 marzo 1577 deceduto)
- Tomás Gargallo, O.S.Io.Hier. † (11 agosto 1578 - 10 giugno 1614 deceduto)
- Baldassarre Caglieres, O.S.Io.Hier. † (18 maggio 1615 - 4 agosto 1633 deceduto)
- Miguel Juan Balaguer Camarasa, O.S.Io.Hier. † (12 febbraio 1635 - 5 dicembre 1663 deceduto)
- Lucas Bueno, O.S.Io.Hier. † (15 dicembre 1666 - 7 settembre 1668 deceduto)
- Lorenzo Astiria, O.S.Io.Hier. † (16 giugno 1670 - gennaio 1677 deceduto)
- Miguel Jerónimo de Molina, O.S.Io.Hier. † (18 aprile 1678 - 25 maggio 1682 nominato vescovo di Lérida)
- Davide Cocco Palmieri, O.S.Io.Hier. † (15 maggio 1684 - 19 settembre 1711 deceduto)
- Joaquín Cánaves, O.S.Iacobi † (30 agosto 1713 - 3 giugno 1721 deceduto)
- Gaspare Gori Mancini, O.S.Io.Hier. † (1º giugno 1722 - luglio 1727 deceduto)
- Paul Alphéran de Bussan, O.S.Io.Hier. † (8 marzo 1728 - 20 aprile 1757 deceduto)
- Bartolomé Rull, O.S.Io.Hier. † (19 dicembre 1757 - 19 febbraio 1769 deceduto)
- Giovanni Carmine Pellerano, O.S.Io.Hier. † (28 maggio 1770 - 18 marzo 1780 dimesso[9])
- Vincenzo Labini, O.S.Io.Hier. † (19 giugno 1780 - 30 aprile 1807 deceduto)
- Ferdinando Mattei † (18 settembre 1807 - 14 luglio 1829 deceduto)
- Francesco Saverio Caruana † (28 febbraio 1831 - 17 novembre 1847 deceduto)
- Publio Maria Sant † (novembre 1847 succeduto - 4 dicembre 1857 dimesso[10])
- Gaetano Pace-Forno, O.S.A. † (4 dicembre 1857 succeduto - 22 luglio 1874 deceduto)
- Carmelo Scicluna † (15 marzo 1875 - 12 luglio 1888 deceduto)
- Pietro Pace † (10 febbraio 1889 - 29 luglio 1914 deceduto)
- Mauro Caruana † (22 gennaio 1915 - 17 dicembre 1943 deceduto)
- Michael Gonzi † (17 dicembre 1943 succeduto - 30 novembre 1976 ritirato)
- Joseph Mercieca † (29 novembre 1976 - 2 dicembre 2006 ritirato)
- Paul Cremona, O.P. † (2 dicembre 2006 - 18 ottobre 2014 dimesso)
- Charles Scicluna, dal 27 febbraio 2015

## Statistiche
L'arcidiocesi nel 2023 su una popolazione di 454.600 persone contava 382.900 battezzati, corrispondenti all'84,2% del totale.
| anno | popolazione | popolazione | popolazione | presbiteri | presbiteri | presbiteri | presbiteri                | diaconi | religiosi | religiosi | parrocchie |
| anno | battezzati  | totale      | %           | numero     | secolari   | regolari   | battezzati per presbitero | diaconi | uomini    | donne     | parrocchie |
| ---- | ----------- | ----------- | ----------- | ---------- | ---------- | ---------- | ------------------------- | ------- | --------- | --------- | ---------- |
| 1950 | 278.000     | 280.000     | 99,3        | 786        | 402        | 384        | 353                       |         | 670       | 1.135     | 50         |
| 1970 | 280.000     | 294.000     | 95,2        | 879        | 417        | 462        | 318                       |         | 727       | 1.736     | 57         |
| 1980 | 288.600     | 304.400     | 94,8        | 881        | 443        | 438        | 327                       |         | 601       | 1.470     | 64         |
| 1990 | 321.000     | 325.000     | 98,8        | 811        | 369        | 442        | 395                       |         | 560       | 1.254     | 64         |
| 1999 | 320.000     | 340.000     | 94,1        | 751        | 340        | 411        | 426                       |         | 512       | 1.271     | 63         |
| 2000 | 330.000     | 350.000     | 94,3        | 776        | 370        | 406        | 425                       |         | 505       | 1.236     | 64         |
| 2001 | 335.000     | 350.000     | 95,7        | 740        | 329        | 411        | 452                       |         | 504       | 1.010     | 64         |
| 2002 | 337.000     | 353.000     | 95,5        | 755        | 321        | 434        | 446                       |         | 529       | 966       | 64         |
| 2003 | 337.500     | 354.000     | 95,3        | 747        | 316        | 431        | 451                       |         | 523       | 965       | 64         |
| 2004 | 337.800     | 354.900     | 95,2        | 736        | 312        | 424        | 458                       |         | 497       | 939       | 64         |
| 2013 | 380.000     | 413.000     | 92,0        | 621        | 278        | 343        | 611                       |         | 439       | 882       | 70         |
| 2016 | 380.000     | 426.000     | 89,2        | 618        | 270        | 348        | 614                       |         | 424       | 772       | 70         |
| 2019 | 361.372     | 428.091     | 84,4        | 581        | 278        | 303        | 621                       |         | 376       | 753       | 70         |
| 2021 | 374.630     | 444.000     | 84,4        | 536        | 263        | 273        | 698                       |         | 326       | 723       | 70         |
| 2023 | 382.900     | 454.600     | 84,2        | 530        | 261        | 269        | 722                       |         | 335       | 618       | 70         |